# Trochalus opimus
Trochalus opimus är en skalbaggsart som beskrevs av Hermann Julius Kolbe 1914. Trochalus opimus ingår i släktet Trochalus och familjen Melolonthidae. Inga underarter finns listade i Catalogue of Life.